# Peleteria mesnili
Peleteria mesnili là một loài ruồi trong họ Tachinidae.